# Flottenbefehl vom 24. Oktober 1918
Mit dem Flottenbefehl vom 24. Oktober 1918, ausgefertigt als Operationsbefehl Nr. 19, beabsichtigte die deutsche Marineführung kurz vor dem Ende des Ersten Weltkrieges die gesamte Hochseeflotte einzusetzen, um die britische Grand Fleet durch die Beschießung der Küsten in der Themse und in Flandern herauszulocken und ihr anschließend eine große Seeschlacht vor Terschelling zu liefern.
Die Marine hatte trotz der großen Investitionen und der durch die Flottenpropaganda erzeugten hohen Erwartungen keine besondere Rolle im Krieg gespielt. Mit dieser Aktion wollte die Marineführung nachweisen, dass ihre Teilstreitkraft auch in Zukunft unverzichtbar sein würde. Damit wollte sie sowohl das Streben nach Weltgeltung, als dessen Speerspitze sich das Seeoffizierskorps sah, als auch ihre herausgehobene soziale Stellung absichern. Durch die Aktion sollten gleichzeitig die begonnenen Waffenstillstandsbemühungen untergraben und damit auch das Ansehen der neuen parlamentarisch legitimierten Regierung unter Max von Baden beschädigt werden.
Schon in der Nacht vor dem geplanten Auslaufen kam es zu ersten Unruhen unter den Mannschaften der größeren Schiffe, die zum Abbruch der Aktion führten. Auch zweimalige Planänderungen des Kommandos der Hochseeflotte ließen sich trotz Verhaftung von hunderten Besatzungsmitgliedern des I. Geschwaders nicht mehr durchsetzen. Die Besatzungen der großen Schiffe verweigerten die Befehle, weil sie ein Scheitern der Friedensbemühungen verhindern und die Autorität der Regierung wahren wollten. Die Flotte wurde wieder auseinandergezogen. Auf der Rückfahrt des III. Geschwaders in seinen Heimathafen Kiel ließ der Geschwaderchef 48 Matrosen und Heizer der SMS Markgraf verhaften. Damit trug er entscheidend zur weiteren Eskalation bei, die dann zum Kieler Matrosenaufstand und kurz darauf zur Novemberrevolution führte.

## Die politisch-militärische Situation Ende Oktober
Nach der fehlgeschlagenen deutschen Frühjahrsoffensive zeigte sich im Juli 1918 bei den alliierten Gegenoffensiven, die mit Panzern und Flugzeugen vorgetragen wurden, dass die deutschen Soldaten am Ende ihrer Kräfte waren. Deutschlands Bündnispartner, Bulgarien und die Türkei mussten den Kampf einstellen. Auch Österreich-Ungarn zerfiel und musste um Frieden nachsuchen. Der „starke Mann“ der Obersten Heeresleitung Erich Ludendorff forderte sofortige Waffenstillstandsverhandlungen durch eine parlamentarisch legitimierte Regierung. Ende September wurde eine entsprechende Regierungsumbildung beschlossen, und am 3. Oktober wurde Max von Baden zum Reichskanzler ernannt. Die Oktoberreformen wurden eingeleitet, die u. a. das Militär der Regierung unterstellten. Deutschland wurde eine parlamentarische Monarchie. Nach anfänglichem Sträuben ersuchte der neue Reichskanzler den amerikanischen Präsidenten Wilson, Waffenstillstandsverhandlungen auf Basis von dessen 14-Punkte-Programm und nachfolgender Reden einzuleiten. Der Reichskanzler vermied es in seiner Note, die OHL als treibende Kraft zu benennen, da dies einer Kapitulation gleichgekommen wäre.
Der Ingenieur der Kieler Germaniawerft Nikolaus Andersen notierte am 6. Oktober 1918 in sein Tagebuch: „Den ganzen Tag Besprechung des Frieden-Angebot’s des Reichskanzler Prinz Max. Wilson hat 27.8.18 eine neue Rede losgelassen. Auf Grund dieser Punkte knüpfen wir an und bitten ihn, unverzüglich den Frieden herbeizuführen. Die Erregungswellen sind äußerst hoch gestiegen. Man hofft und fürchtet. Wir stellen Belgien her und zahlen Entschädigung. Elsaß wird autonom. Brest Litowsk wird revidiert. Wir haben den tiefsten Stand erreicht.“
Währenddessen rückten die Alliierten weiter vor. Allerdings war ihre Infanterie, die so lange in den Schützengräben hatte ausharren müssen, zunächst nur zu einem langsamen Zurückdrängen der Deutschen in der Lage. Die Amerikaner zeigten deutlich mehr Dynamik, litten aber anfangs unter logistischen Problemen.
Nach der ersten Antwort Wilsons versenkte das deutsche U-Boot UB 123 am 10. Oktober in der Irischen See die Fähre Leinster. Es gab hunderte von Opfern, darunter auch viele Amerikaner. Dies führte zu großen internationalen Protesten besonders auch in den USA. Ulrich Kluge schrieb, dass die Marineleitung in ein sehr zweifelhaftes Licht gerückt wurde, da am 17. Oktober bekannt wurde, dass „ungefähr zur Zeit der ersten Kontaktaufnahme mit Wilson ein Befehl herausgegangen war, der den Unterwasserkrieg verschärfen sollte. Der Admiralstab dementierte, jedoch ohne entlastende Begründung.“ Wilson verschärfte daraufhin seine Bedingungen drastisch, insbesondere verlangte er die Einstellung des U-Bootkriegs und eine Herabminderung der militärischen Macht, die es Deutschland unmöglich machen würde, den Krieg wieder aufzunehmen.
Dies nahm Erich Ludendorff am 24. Oktober 1918 zum Anlass über Hindenburg folgenden Aufruf an die Truppe zu richten:

„Zur Bekanntgabe an alle Truppen. Wilson sagt in seiner Antwort, er wolle seinen Bundesgenossen vorschlagen, in Waffenstillstandsverhandlungen einzutreten. Der Waffenstillstand müsse aber Deutschland militärisch so wehrlos machen, dass es die Waffen nicht mehr aufnehmen könne. Über einen Frieden würde er mit Deutschland nur verhandeln, wenn dies sich den Forderungen der Verbündeten in bezug auf seine innere Gestaltung völlig füge […] Wilsons Antwort kann daher für uns Soldaten nur die Aufforderung sein, den Widerstand mit äußersten Kräften fortzusetzen. Wenn die Feinde erkennen werden, daß die deutsche Front mit allen Opfern nicht zu durchbrechen ist, werden sie zu einem Frieden bereit sein, der Deutschlands Zukunft grade für die breiten Schichten des Volkes sichert.“

Am selben Tag fertigte die Seekriegsleitung in Abstimmung mit Ludendorff den Operationsbefehl Nr. 19 aus, um nach Beschießung der Küsten in Flandern und der Themsemündung der englischen Royal Navy eine große Seeschlacht zu liefern. Der Stabschef beim Kommando der Hochseeflotte Konteradmiral Adolf von Trotha hatte einige Tage zuvor an den Stabschef der Seekriegsleitung Kapitän zur See Magnus von Levetzow geschrieben: „… dass uns ein Schrecken der Scham erfasst, bei dem Gedanken, die Flotte könne, ohne zum Schlagen gekommen zu sein, der inneren Vernichtung überliefert werden.“ Und Levetzow antwortete: „Es wird, solange wir noch kämpfen können, nie und nimmer zugegeben werden, im Friedensschluß einem Vertrag zuzustimmen, der auf eine Verschlechterung oder Verkümmerung unserer Flotte ausgeht.“
Ludendorff wurde zwei Tage später entlassen, weil er die inzwischen übergeordnete politische Führung des Landes vor vollendete Tatsachen stellen wollte, obwohl er andererseits, wie auch sein Nachfolger, keine Garantien abgeben konnte, dass die Front standhalten könnte. Die Marineführung unter Admiral Reinhard Scheer informierte die Regierung, dass die Flotte nach Einstellung des U-Bootkrieges ihre operative Freiheit zurückgewonnen habe. Daraus konnte aber Max von Baden in keiner Weise auf ein solch großes Unternehmen schließen. Die Marineführung behauptete später, eine weitere Information sei nicht notwendig gewesen, da sie noch aus der Zeit vor der Verfassungsreform Operationsfreiheit gehabt hätte. Levetzow selbst schrieb jedoch 1924, der Kaiser habe am 26. Oktober 1918 bei einem Marine-Thronvortrag gesagt, er (Kaiser Wilhelm II.) habe der am selben Tag im Reichstag beschlossenen Unterstellung der Militärgewalt unter die Zivilgewalt seine Zustimmung erteilt.

## Der Operationsbefehl Nr. 19
Der Befehl wurde am 24. Oktober 1918 in Wilhelmshaven auf der Kaiser Wilhelm II., dem Stabsschiff des Kommandos der Hochseeflotte, ausgefertigt. Er hatte das Aktenzeichen Op. 269/A1 und war als „Ganz geheim! O-Sache! Nur durch Offizier!“ eingestuft. Er war unterzeichnet vom Chef der Hochseeflotte Admiral Franz von Hipper. Er beruhte auf Überlegungen seines Stabschefs Konteradmiral Adolf von Trotha und des Stabschefs der Seekriegsleitung Magnus von Levetzow, sowie auf konkreten Planungen aus dem Frühjahr 1917 und vom April 1918, die aber nicht umgesetzt wurden, weil das Risiko, dass der Flotte der Rückzug abgeschnitten würde, als zu groß eingeschätzt wurde. Der Plan wurde am 27. Oktober 1918 vom Chef der Seekriegsleitung Admiral Reinhard Scheer genehmigt.
Der Befehl gliedert sich in die Abschnitte A bis F und wird folgend aufgeführt:
- Abschnitt A. Nachrichten vom Feinde: Es wird die Vermutung geäußert, dass sich die feindlichen Streitkräfte in ihren Häfen befinden.
- Abschnitt B. Eigene Absichten: „Der Gegner soll unter uns günstigen Bedingungen zur Schlacht gestellt werden. Hierzu Nachtvorstoß der gesamten Hochseestreitkräfte in die Hoofden – Angriff gegen Streitkräfte und Verkehr an der flandrischen Küste und in der Themsemündung. Durch diesen Stoß soll der Gegner veranlaßt werden, sofort Flottenteile in Richtung auf die Verbindungslinie Hoofden – Deutsche Bucht vorzuschieben. Es ist beabsichtigt, diese Flottenteile am Abend des II. Operationstages zur Schlacht zu stellen oder sie während ihres Anmarsches in der Nacht vom II. zum III. Operationstage mit den Torpedobooten anzugreifen. Zur Unterstützung der Hauptaufgabe werden die Anmarschwege des Gegners von den ostschottischen Häfen nach dem Seegebiet bei Terschelling mit Minen verseucht und durch Uboote besetzt werden.“

Karte des geplanten deutschen Vorstoßes der gesamten Hochseestreitkräfte in die südliche Nordsee (Hoofden) und die erwartete britische Reaktion.

- Abschnitt C. Durchführung ist in 10 Punkte untergliedert.
  - Punkt 1. „Ausmarsch aus der Deutschen Bucht bei Tage aus[serhalb der] Sicht der holländischen Küste.“
  - Punkt 2. „Vorstoß durch die Hoofden so, daß der Angriff gegen die Flandernküste und die Themsemündung bei Hellwerden am II. Operationstage erfolgt.“
  - Der Punkt 3 benennt die für den vorgesehenen Vorstoß an die flandrische Küste und in die Themsemündung benötigten Schiffe:
    - "Angriff a) gegen die Flandernküste durch II. Führer der Torpedoboote mit [den Kleinen Kreuzern] Graudenz, Karlsruhe, Nürnberg und II. Flottille,
    - b) gegen die Themsemündung durch Führer II. Aufklärungsgruppe mit [den Kleinen Kreuzern] Cöln, Dresden, Pillau und 2. Halbflottille.
      - Deckung zu a) durch das Gros,
      - zu b) durch den Befehlshaber der Aufklärungsschiffe (I. Aufklärungsgruppe)."

  - Punkt 4. „Rückmarsch so, daß das von uns als Kampfplatz angestrebte Gebiet bei Terschelling 1–2 Stunden vor dem Dunkelwerden am II. Operationstage erreicht wird.“
  - Punkt 5. „Rückendeckung am II. Operationstage durch Teile der VIII. Flottille.“
  - Punkt 6. „Minenverseuchung durch Führer [der] IV. Aufklärungsgruppe mit IV. Aufklärungsgruppe (für Minenaufgabe verstärkt durch“Arcona„,“Möve„und VIII. Flottille auf den feindlichen Anmarschwegen gemäß Anlage I.)[A 1]“
  - Punkt 7. „Ansetzen von Ubooten auf den feindlichen Anmarschwegen gemäß Anlage II.[A 2]“
  - Punkt 8. „Torpedobootsvorstoß in der Nacht vom II. zum III. Operationstage, falls bis dahin kein Zusammentreffen mit dem Feinde stattgefunden hat, etwa von Terschelling Feuerschiff in Richtung Firth of Forth nach Anweisung des Befehlshabers der Torpedoboote. Über Aufnahme der Torpedoboote durch das Gros am Morgen des III. Operationstages folgt Befehl.“
  - Punkt 9. „Einlaufen in die Deutsche Bucht auf Auslaufweg oder Weg 420, 500, 750 je nach Lage.[A 3]“
  - Punkt 10. „Luftschiffaufklärung; wenn möglich.“
- Abschnitt D. Ausführungsbestimmungen legt die Reihenfolge des Auslaufens, Aus- und Einlaufwege sowie Vorstoßkurse fest.
- Abschnitt E fehlt.
- Abschnitt F. Allgemeines: Dort heißt es in Punkt 2: „Schiffe und Torpedoboote malen den hinteren Schornstein rot.“[A 4] Im letzten Punkt 7 wird bestimmt: „Dieser Befehl darf Offizieren und Mannschaften erst bekanntgegeben werden, wenn jeder Verkehr mit dem Lande abgebrochen ist.“

## Aufstellung
Die amtliche Seekriegsgeschichte „Der Krieg zur See“ führt in Band 7 die auf deutscher Seite vorgesehenen Einheiten auf. Danach waren neben dem Flottenflaggschiff „Baden“ sieben Linienschiffe des I. Geschwaders, fünf des III. Geschwaders, sowie weitere fünf des IV. Geschwaders (insgesamt 18) vorgesehen. Hinzu kamen 21 Schiffe der I., II. und III. Aufklärungsgruppen, die größtenteils aus schnellen Kreuzern bestanden (die I. Aufklärungsgruppe bestand aus fünf Großen Kreuzern/Schlachtkreuzern). An Torpedobooten waren die I., II., V., VI., VII. und VIII. Flottille vorgesehen, die aus jeweils zwei Halbflottillen mit je ca. fünf Booten bestanden. Dazu kam noch die IX. Flottille, die nur eine Halbflottille mit fünf Booten umfasste. Zusätzlich sollten 25 U-Boote (andere Quelle 30) (von denen einige bereits ihre Positionen bezogen hatten) und sieben Luftschiffe eingesetzt werden.
Die Zahl der Geschwader hatte sich im Verlauf des Krieges von sechs auf drei und die der Aufklärungsgruppen von fünf auf drei reduziert. Die Schiffe des II., V. und VI. Geschwaders, sowie die der IV. und V. Aufklärungsgruppe waren nicht mehr schlachttauglich. Die Schiffe wurden bereits 1915 und 1916 aus der „Front“ gezogen und entweder desarmiert und aufgelegt oder zu Wachschiffen mit verminderter Bewaffnung für die großen Flussmündungen und die Sunde umgebaut und anschließend genutzt. Die Geschütze der älteren Linienschiffe und großen Kreuzer kamen an den Landfronten zum Einsatz.
Demgegenüber stand mehr als die doppelte Anzahl vergleichbarer Einheiten auf englischer Seite, die vermutlich gegen den deutschen Vorstoß eingesetzt worden wären. Außerdem standen hier auch Schiffe der US-amerikanischen und der australischen Marine zur Verfügung (enthalten in den folgenden Zahlen).
Gegenüberstellung
| Schiffskategorie                          | Grand Fleet | Weitere Britische Kräfte | Deutsche Flotte |
| ----------------------------------------- | ----------- | ------------------------ | --------------- |
| Dreadnought/Linienschiffe                 | 35          | 0                        | 18              |
| Schlachtkreuzer                           | 11          | 0                        | 5               |
| Panzerkreuzer                             | 4           | 0                        | 0               |
| Leichte Kreuzer                           | 37          | 8                        | 14              |
| Flugzeugträger                            | 3           | 0                        | 0               |
| Luftschiffe                               | 0           | 0                        | 7               |
| Flottillenführer, Zerstörer, Torpedoboote | 160         | 44                       | 60              |
| U-Boote                                   | 14          | 58                       | 25/30           |

## Zielsetzung des Militärs
Es bestand bei der Marineführung weitgehend Einigkeit darüber, diese Schlacht unbedingt zu schlagen, doch waren Unterschiede in den damit verbundenen Erwartungen vorhanden. Der Chef der Seekriegsleitung Scheer erhoffte keine entscheidende Wendung:

„Wenn auch nicht zu erwarten ist, dass hierdurch der Lauf der Dinge eine entscheidende Wendung erfährt, so ist es doch aus moralischen Gesichtspunkten Ehren- und Existenzfrage der Marine, im letzten Kampf ihr Äußerstes getan zu haben.“

Trotha sprach in einem internen Schreiben von einem „Todeskampf“, mit dem man der englischen Flotte vielleicht noch eine schwere Wunde zufügen könne, während der Abteilungsleiter im Reichsmarineamt Kapitän zur See William Michaelis hoffte, dass die Schlacht, die er als „glatter Hazard“ charakterisierte, unabhängig von ihrem Ausgang, der Bevölkerung moralischen Auftrieb geben und damit dem Reich wieder eine bessere Verhandlungsposition verschaffen könnte.

## Verlauf der Ereignisse
Die Flotte wurde vor Wilhelmshaven zusammengezogen, und der überwiegende Teil lag rund 20 Kilometer nördlich von Wilhelmshaven vor Schillig auf Reede. Es gab eine „fast tägliche Minensucharbeit“, die allerdings teilweise durch schlechtes Wetter behindert wurde, „um die Wege für den geplanten Flottenvorstoß freizuhalten.“ Am 29. Oktober 1918 abends gab das Kommando der Hochseeflotte (KdH) den Verbandschefs den Operationsbefehl bekannt. Das Auslaufen war für den folgenden Tag vorgesehen.

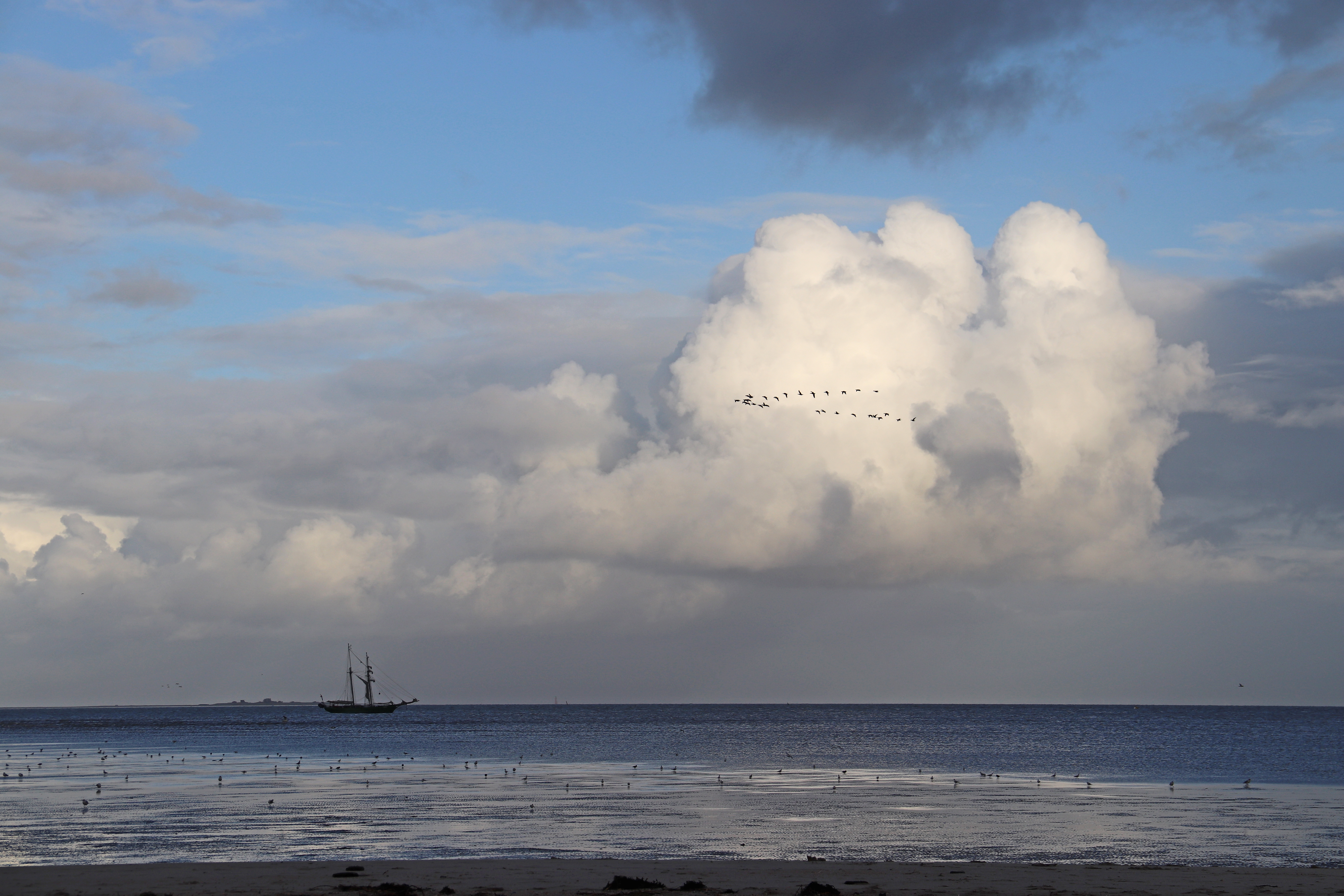
Schillig Reede 2019.

Doch schon in der Nacht des 29. Oktober um 22:00 Uhr erhielt das KdH erste Meldungen von „Ausschreitungen“ auf den Schiffen. Deist und Güth vermuten, dass die Besatzungen relativ gut über die geplante Aktion im Bilde waren, weil Levetzow am 22. Oktober bei einem Vortrag vor dem gesamten Flottenstab die Absichten bereits hatte durchblicken lassen. Aus diesem relativ großen Kreis könnte dies nach außen gedrungen sein. Widerstand gab es auf drei Schiffen des III. Geschwaders König, Markgraf und Kronprinz Wilhelm, auf den Kleinen Kreuzern Regensburg und Straßburg sowie auf dem Linienschiff Nassau. Später gingen auch entsprechende Meldungen von der Thüringen und der Helgoland ein. Die Offiziere versuchten die Mannschaften zu überzeugen, dass es sich nur um eine Übung handele, drangen damit aber nicht durch. Adolf von Trotha empfahl daraufhin seinem Flottenchef Franz von Hipper, den geplanten Vorstoß aufzugeben, was dieser am 30. Oktober nachts um 2:00 Uhr dann auch anordnete.
Stattdessen plante das KdH nun ein Evolutionieren (Formationsänderungen beim Verbandsfahren) für den nächsten Morgen in der Helgoländer Bucht. Aufgrund von starkem Nebel musste dies aber verschoben werden. Aber wegen weiterer Unruhen im I. Geschwader und in der I. Aufklärungsgruppe wurde auch dieser Plan um 12:00 Uhr mittags aufgegeben. In der I. Aufklärungsgruppe fehlten vor dem geplanten Auslaufen auf Von der Tann 60 und auf Derfflinger 100 Mann. Diese wurden in der Stadt festgenommen und konnten ohne Schwierigkeiten wieder an Bord gebracht werden, aber die Heizer bedienten auf Von der Tann bei der Fahrt von Wilhelmshaven nach Schillig Reede nur widerstrebend die Feuer.

Nun wollte das KdH für die Nacht vom 31. Oktober auf den 1. November einen Vorstoß von Torpedobooten gegen die englische Ostküste durchführen. Dabei sollte das I. Geschwader Deckungsaufgaben übernehmen, die übrigen Einheiten sollten zum Evolutionieren auslaufen. Bei einem etwaigen „Versagen“ einzelner Schiffe sollten U-Boote eingreifen. Damit sollten die Schiffe von Besatzungen, die die Befehle verweigerten, notfalls torpediert und versenkt werden. Matrosen und Heizer auf den Schiffen des I. Geschwaders Thüringen und Helgoland verweigerten jedoch den am 30. Oktober um 22:00 Uhr ergangenen Seeklarbefehl und blockierten die Ankerwinden. Als am 31. Oktober Torpedoboote und U 135 drohten, die „Thüringen“ zu beschießen, gaben sie auf. 

Postkarte: Torpedoboote und ein U-Boot zwingen die aufständischen Besatzungsmitglieder der „SMS Thüringen“ zur Kapitulation.

 Mehrere hundert Matrosen wurden von Seesoldaten verhaftet und nach Bremen-Oslebshausen gebracht. Auch die Besatzung der „Helgoland“ gab daraufhin auf. Hier wurden ca. 400 Besatzungsmitglieder verhaftet und von Bord geschafft. Der später mit dem marineamtlichen Bericht über die Ereignisse betraute Carl Wilhelm Weniger gab die Zahl der Verhafteten von „Thüringen“ mit etwa 400 (ein Drittel der Besatzung) und von „Helgoland“ mit 187 an. Trotha beschreibt, dass die Marineleitung bei der hohen Anzahl von ca. 600 Verhafteten Schwierigkeiten hatte, genügend Arrestmöglichkeiten ausfindig zu machen.
Nachdem auch die geänderten Pläne nicht umgesetzt werden konnten, wollte man die Flotte wieder auseinanderziehen. Trotha schlug vor, das III. Geschwader vor Cuxhaven nach der Reede von Altenbruch gehen zu lassen. Doch der als Geschwaderchef unerfahrene Vizeadmiral Hugo Kraft ließ das III. Geschwader in den Heimathafen Kiel zurückverlegen und ließ während der Fahrt durch den Kaiser-Wilhelm-Kanal 48 Matrosen und Heizer der SMS Markgraf verhaften. Damit trug Kraft entscheidend zur weiteren Eskalation bei, die dann zum Kieler Matrosenaufstand und kurz darauf zur Novemberrevolution führte.

## Verhalten der Matrosen
Es wurden kaum Anstrengungen unternommen, Aussagen der an den Befehlsverweigerungen beteiligten Marineangehörigen festzuhalten. Bisher liegen nur fünf Dokumente vor, die mehr oder weniger direkt die Motive und Absichten der Mannschaften aus deren Perspektive beschreiben:
Karl (in späterer Schreibweise Carl) Bock war Besatzungsmitglied der „SMS Markgraf“ und berichtete in einem Brief an seine Schwester, datiert November 1918, über die Ereignisse vor Wilhelmshaven, Kiel und Travemünde im Oktober und November 1918. Bock beschreibt darin, dass die Mannschaft sich einig gewesen sei, den geplanten Vorstoß zu verhindern, von dem es hieß, es sei ein großes Unternehmen, ein Vorstoß gegen die englische Küste, jedenfalls ein großzügiger Angriff geplant, „sozusagen ein Todesstoß, ein Verzweiflungsakt.“ Die Offiziere gaben sich alle Mühe, sie zu überzeugen, dass lediglich eine Übung vorgesehen sei: Man habe doch jetzt eine Volksregierung und dürfe nicht zu früh die Waffen aus der Hand legen. Jedoch „stand alles wie ein Klotz.“ Diese Bewegung, schreibt Bock, war „auf allen Schiffen.“ Während die „Markgraf“ mit dem III. Geschwader nach Kiel verlegt wurde, da „hatten wir die vollen Beweise, dass doch etwas geplant war.“ Allerdings führt Bock dies nicht näher aus. In Kiel wurden einige Besatzungsmitglieder heimlich verhaftet und an Land gebracht. „… wundere Dich nicht“, schreibt Bock, „wenn mir etwas gleichartiges passiert. Jedenfalls kämpfen wir für den Frieden, für unser Leben, und wollen keinen Heldentod.“ Das III. Geschwader wurde schließlich, ohne die „König“, die der Geschwaderchef trotz des Protests der Kieler Marineleitung ins Dock der Kaiserlichen Werft überführt hatte, nach Travemünde verlegt. Dort gab es eine intensive Debatte, ob man sich dem Kieler Soldatenrat anschließen soll, oder zur Regierung Max von Badens halten solle. Schließlich schickte man Delegationen nach Kiel und nach Berlin, um nähere Informationen einzuholen. Am 9. November 1918 fuhr das III. Geschwader unter roter Flagge zurück nach Kiel.
Karl Funk, der als Obermatrose auf der ebenfalls zum III. Geschwader gehörenden Großer Kurfürst diente, schrieb im Dezember 1918 in einem Artikel der Frankfurter Zeitung: „… wurde nun unter den Besatzungen sämtlicher Schiffe bekannt […], daß wir die englische Flotte […] angreifen sollten. Der erste Gedanke, der uns allen kam, war: Das ist das Ende unserer Schiffe und von uns allen, und zwar für nichts, als zur Befriedigung des Ehrgeizes einiger Fanatiker. Der zweite Gedanke war: Der Reichskanzler steht im Notenwechsel mit Wilson und wir beginnen eine Seeoffensive, das bedeutet sofortigen Abbruch aller durch die Noten geschaffenen Beziehungen, und der Feind hat einen neuen Kriegsgrund. Dies alles bewirkte eine große Erregung unter den Besatzungen […]. Es wurde nun von den Besatzungen einzelner Schiffe folgende Resolution aufgestellt: 'Greift der Engländer uns an, so stellen wir unseren Mann und verteidigen unsere Küsten bis zum Aeußersten, aber wir selbst greifen nicht an. Weiter als bis Helgoland fahren wir nicht, andernfalls wird Feuer ausgemacht.'“
Über das Gespräch, das die von Bock erwähnte Delegation von Vertrauensleuten im Berliner Reichsmarineamt (RMA) führte, liegt ein Protokoll vor. Die Vertrauensleute begründeten die Handlung der Besatzungen gegenüber Vizeadmiral Ritter von Mann folgendermaßen: „Durch den Umsturz der Verhältnisse [gemeint sind die Oktoberreformen] schloss sich die Gesamtheit im 3. Geschwader der neuen Richtung an. Wir erwarten von der neuen Regierung den Frieden, den wir alle sehnlichst wünschen. […] Leider schloss sich dieser Gesinnung das Offizierskorps nicht an. Durch offizielle Vorträge bei den Divisionen und auch durch vertrauliche Aussprachen zwischen Offizieren und Mannschaften bekamen wir den Eindruck, dass eine direkte oder indirekte Abneigung gegen die neue Regierung bestand. Auch durch Zeitungen, die die alldeutsche Richtung verfolgen und durch Hetzreden gegen die neue Regierung sollten die Mannschaften in falscher Richtung aufgeklärt werden. Die Zeitungen, die der neuen Regierung näherstehen und ihre Sache vertreten, wurden uns vorenthalten und nicht ausgefolgt. […] Durch bedauerliche Vorkommnisse in der letzten Zeit, die besagten, dass ein Handstreich geplant werden sollte, der die Friedensbemühungen der neuen Regierung zu beeinträchtigen geeignet war, wurde diese Stimmung in der Mannschaft noch verschärft. Der Handstreich lag vor, wir sahen das aus eigenen Maßnahmen, die von der Flotte getroffen wurden. Durch diese Meinung in der Flotte, dass ein Handstreich bevorstand, kam es beim Auslaufen der Schiffe zu Gehorsamverweigerungen. Diese Gehorsamverweigerungen wurden auf einigen Schiffen mit Festsetzung der Beteiligten bestraft. Dadurch stieg die Erbitterung der Mannschaften aufs Höchste, und es wurde eine Befreiung dieser Mannschaften geplant. […] Die Leute an Bord erwarten von uns, dass wir bestimmte Nachricht bringen, wer über uns die direkte Gewalt hat, ob der Soldatenrat oder die Regierung, oder ob sich die Regierung mit dem Soldatenrat darüber einig geworden ist, ob wir von dem Soldatenrat direkt oder von der Regierung unsere Anweisungen erhalten.“

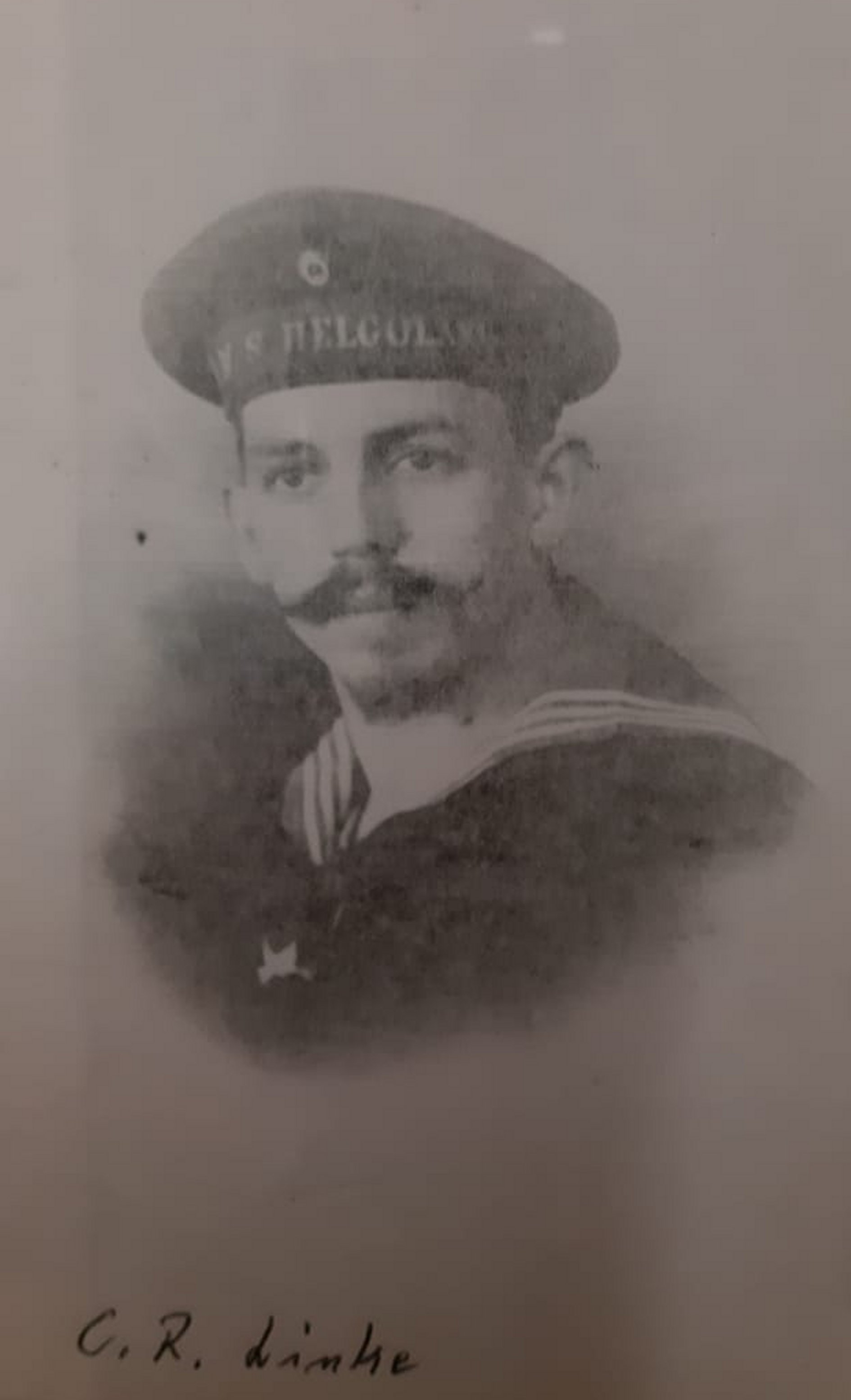
Carl Richard Linke, Bildquelle: Marineschule Mürwik/WGAZ

Auch aus dem I. Geschwader liegen Äußerungen von Besatzungsmitgliedern vor. Der Matrose auf der „SMS Helgoland“ Carl Richard Linke war während der Marineunruhen im Sommer 1917 zu Zuchthaus verurteilt worden. Linke führte ein Tagebuch. Nachdem er am 6. November 1918 befreit wurde, fuhr er nach Bremen, traf dort seine Kameraden von der „Helgoland“ und ließ sich deren Handlungen und Beweggründe erläutern. Linke berichtete: Nach dem Befehl an die Flotte, sich auf der Jade zu versammeln, vermutete die Mannschaft, „dass die Offiziere etwas unternehmen zu beabsichtigten, womit die Alldeutschen zu ihrer nationalen Volkserhebung Reklame machen können.“ Aufgrund der Beobachtung einiger Matrosen vom Oberlicht aus, wie auf einer Seekarte Messungen von der englischen Küste vorgenommen wurden, wurde angenommen, dass ein Flottenangriff gegen England vorgesehen war. Die Mannschaft war der Ansicht, dass der Vorstoß die Waffenstillstandsverhandlungen hinfällig machen und die Regierung Max von Baden stürzen sollte. Sie weigerten sich Anker zu lichten und verbarrikadierten sich schließlich am Ankerkasten. Von der Schiffsleitung gegen sie vorgeschickte Deckoffiziere wurden mit Gewehrschüssen auf Turm Anna vertrieben. Als das Schwesterschiff Thüringen kapitulierte und dort 600 Besatzungsmitglieder gefangen genommen wurden, kapitulierte auch die Helgoland. Von dort wurden 400 Mann ausgeschifft. Dabei handelte es sich um jene, die Linke jetzt in Bremen wieder getroffen hatte.
Verschiedene Verhaftete von „SMS Thüringen“ wurden von Kriegsgerichtsrat Loesch, der schon an den Vernehmungen während der Unruhen im Sommer 1917 beteiligt gewesen war, verhört. Der Reichstagsabgeordnete Wilhelm Dittmann (USPD, später SPD) zitierte im Untersuchungsausschuss aus den Verhörprotokollen von 14 verhafteten Matrosen; im Folgenden einige Auszüge:
- Oberheizer Schnarse: „Die Meinung im ganzen Schiff war, es würde ein Vorstoß gemacht [und] dass der Flottenchef diesen Vorstoß nur auf eigene Verantwortung machen würde. Das dürfte er aber nicht ohne die jetzige Regierung. Wenn der Reichstag seine Erlaubnis für diesen Vorstoß gegeben hätte, dann wäre es eben ein Befehl von der Volksregierung und man würde mitmachen … Oberheizer Heidrich legte klar, dass, wenn unsere Granaten bei einem Vorstoß vielleicht auf englisches Land gefallen wären, dann würden die Friedensverhandlungen […] wieder scheitern.“
- Oberheizer Schildgen: „Am 30. [Oktober 1918] morgens ging ein Gespräch durchs Schiff, dass am Abend vorher ein Zechgelage gewesen wäre der Offiziersmesse. Hier wäre die Rede gewesen von dem ruhmvollen Untergang der Flotte, und dass man sich nicht ergeben wollte. Es ging um die Ehre, man wolle lieber den Heldentod sterben.“
- Obermatrose King: „Die Offiziere wollten die jetzige Regierung stürzen und ohne deren Genehmigung einen Vorstoß machen […]“
- Obermatrose Scheidemann: „Das Ankerlichten und Seegehen sollte verhindert werden, weil man annahm, dass die Flotte zu einer großen Unternehmung auslaufen sollte […] Die englische Küste sollte beschossen werden und dadurch die englische Flotte auf die deutsche Flotte gezogen werden. Ferner wurde gesagt, dass der Flottenchef eigenmächtig handeln könne. Dass dieses Gerücht richtig war, glaubten die Leute daraus entnehmen zu können, dass vom Messeläufer [Kellner in der Offiziersmesse] erzählt wurde, dieser habe gehört, wie der Kapitänleutnant Rudloff in der Offiziersmesse einen Trinkspruch ausbrachte, in dem gesagt worden sei, wir wollen unsere letzten 2000 Schuss noch auf den Engländer abfeuern und dann ruhmvoll untergehen. Besser ein Ende in Ehren als ein Leben in Schande. […] Auch wurde in der Kasematte II erzählt, dass der Navigationsoffizier die Karten von der Ostküste Englands vorgehabt hätte. Die Absicht der Leute war, auf jeden Fall ein derartiges nutzloses Einsetzen der Flotte zu verhindern. Sie glaubten, dass dadurch die Friedensverhandlungen zuschanden würden.“
- Obermatrose Grote: „Im Schiff war das Gerücht verbreitet, dass die Flotte an die englische Küste gehen sollte, da vom Oberlicht aus beobachtet war, dass auf der Karte Messungen an der englischen Küste vorgenommen waren, ferner, dass das ganze Unternehmen auf eigene Faust vom Flottenchef unternommen wurde ohne Wissen der Regierung. Der Zweck sollte sein, die Friedensverhandlungen zum Scheitern zu bringen oder die Flotte bis zur Vernichtung einzusetzen, damit sie nicht beim Waffenstillstand ausgeliefert würde.“
- Obermatrose Kurowski: „Es ging am Abend schon das Gerücht, wir wollten nicht zum Minensuchen raus, sondern der Flottenchef habe irgendetwas vor, um den Friedensschluss zu verhindern. Ferner sollten die Offiziere an Land und an Bord Abschied gefeiert haben und dabei gesagt haben: Auf Wiedersehen in der Heimat, lieber ehrenvollen Untergang, als schmachvollen Frieden. […].“
- Obermatrose Kirsten: „… Außerdem soll noch jemand beim Ersten Offizier gewesen sein, und soll ihm vorgetragen haben, wie die Stimmung und Meinung der Mannschaft wäre, und soll gesagt haben, ein derartiger Vorstoß wäre wohl nicht im Sinne der jetzigen Regierung. Darauf soll der Erste Offizier geantwortet haben: 'Ja, das ist ihre Regierung.'“
- Obermatrose Ploog: „Über die Beweggründe zu der Meuterei auf 'Thüringen' habe ich gehört, dass ein Vorstoß der Flotte ein Staatsstreich gegen die jetzige Regierung sein würde, und dass deshalb so kurz vor dem Frieden die Leute nicht mehr die Knochen hinhalten wollten.“

Nach diesen Aussagen hatten sich die Besatzungen des I. und III. Geschwaders spontan dem Flottenvorstoß widersetzt, weil dieser ohne die Einwilligung der Regierung befohlen worden sei. Er wurde als gegen die Friedensbemühungen der Regierung gerichtet, als Staatsstreich und als Förderung der Absichten der Alldeutschen angesehen. Die Besatzungen sahen sich als Verteidiger der parlamentarischen Regierung, die von Seeoffizieren bedroht wurde, die lieber einen aus deren Sicht ehrenvollen Untergang als einen schmachvollen Frieden wollten. In den Aussagen wurde betont, dass alle Besatzungsmitglieder am Widerstand beteiligt gewesen wären. Dass man Einzelne herausgriff und verhaftete, führte zu einer weiteren Eskalation, die schließlich den Kieler Matrosenaufstand und die Novemberrevolution einleitete.

## Rechtfertigung der Marineführung für den geplanten Flottenvorstoß

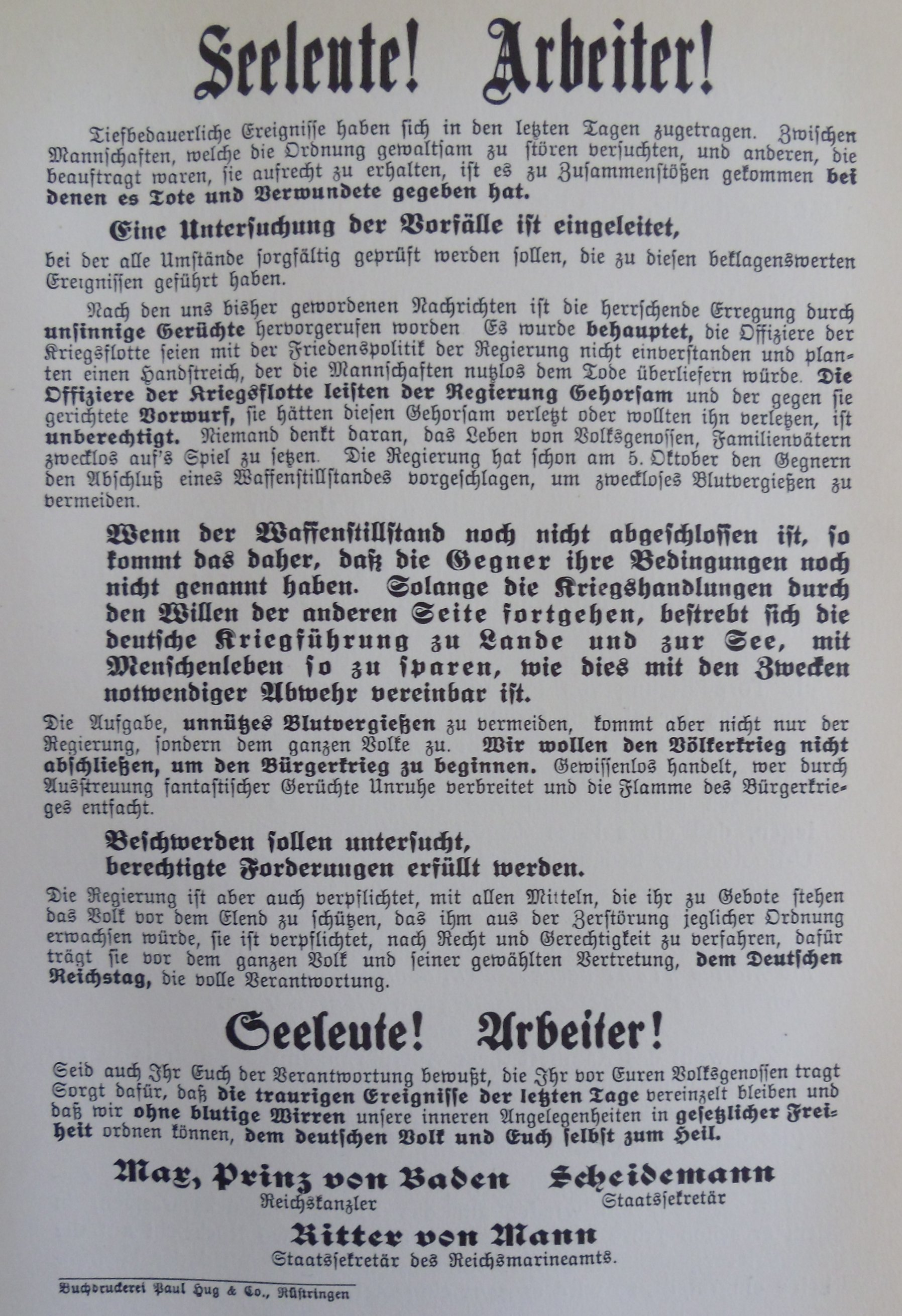
Auf Drängen des Reichsmarineamts herausgegebenes Flugblatt der Regierung.

Der Chef der Hochseeflotte Hipper hatte noch während der Unruhen eine Mitteilung an die höheren Offiziere geschickt. Kurz danach drängte das RMA die Regierung, ein Flugblatt herauszugeben. In beiden Schriften wurden die Absichten der Marineführung, sich eine große Seeschlacht mit der englischen Flotte zu liefern, bestritten. Zur selben Zeit wurde die Vernichtung der Operationspläne angeordnet.
Doch die Regierung Max von Badens verlangte Auskunft über die Vorgänge um den verhinderten Flottenvorstoß. Es kam zu einer Vorbesprechung der Marineführung am 3. November in Wilhelmshaven. In dieser Vorbesprechung einigte man sich auf die Darstellung, die Seekriegsleitung habe nach Einstellung des uneingeschränkten U-Bootkrieges nunmehr die rein militärische Verwendung der U-Boote in größerem Maßstab durch Auslegen von U-Bootlinien im Halbkreis um die deutschen Nordseehäfen geplant. Um den Feind in den Sperrkreis hineinzulocken, sollte die Flotte einen Ausfall in Richtung der Hoofden (niederländische Bezeichnung der südlichen Nordsee nördlich der Straße von Dover) machen. Wäre es den Engländern gelungen durchzubrechen, hätte dies zu einer Bedrohung der deutschen Küste geführt und die Flotte gezwungen, das Vaterland gegen diesen Angriff zu verteidigen.
Aufgrund der revolutionären Ereignisse kam es dann jedoch nicht mehr zu einem Gespräch mit der Regierung. Admiral Franz von Hipper, Chef der Hochseeflotte, gab Ende November 1918 einen „amtlichen“ Bericht heraus, in dem er eine neue Version lieferte: Danach war geplant, den rechten Flügel des Heeres zu entlasten, indem der Nachschub der Engländer behindert werden sollte. Wenn dann die englische Flotte herangerufen worden wäre, hätten die vorher in Stellung gebrachten deutschen U-Boote „ihr Glück versuchen“ können. Vermutlich sah Hipper sich genötigt, eine neue Version zu liefern, weil in der Version seiner vorgesetzten Kommandobehörde die Frage offenblieb, warum denn für die von ihnen beschriebene Operation die gesamte Hochseeflotte in Aktion treten sollte.

Magnus von Levetzow 1933 als Polizeipräsident von Berlin; er trat 1931 in die NSDAP ein.

Zu ihren wahren Absichten bekannten sich die Planer vor einer größeren Öffentlichkeit erst im Münchner Dolchstoßprozess (Okt./Nov. 1925). Doch schon vorher hatte bereits Scheer 1919 die Absicht angedeutet und Magnus von Levetzow hatte 1924 im April-Heft der nationalkonservativen Süddeutschen Monatshefte die tatsächliche Planung erstmals zugegeben. In diesem Beitrag berichtete Levetzow auch, dass der Kaiser am 26. Oktober 1918 bei einem Marine-Thronvortrag gesagt habe, er (Kaiser Wilhelm II.) habe der am selben Tag im Reichstag beschlossenen Unterstellung der Militärgewalt unter die Zivilgewalt seine Zustimmung erteilt. Dabei lieferte Levetzow keine Erklärung für den offensichtlichen Ungehorsam gegenüber seinem früheren obersten Kriegsherrn. Dass er sich der inzwischen eindeutig übergeordneten Regierung widersetzte, erklärte Levetzow damit, dass sich die Regierung Max von Badens falsch verhalten habe, und er machte insbesondere das „vaterlandslose Gebaren“ der Regierungsmitglieder Payer (DVP) und Scheidemann (MSPD) für Deutschlands Niederlage und den aus seiner Sicht übereilten Waffenstillstand verantwortlich.
„… der Einsatz der Hochseeflotte in dieser Stunde […] blieb eine Lebensfrage für die Marine und eine Ehrenfrage für ihre […] Besatzungen – ehe unsere ruhmgekrönte stolze Flotte, die Siegerin der Skagerrak-Schlacht, ehe sie zum Handelsobjekt in einem schimpflichen Frieden würde, war ihr Einsatz erforderlich. Der verantwortliche Entschluß hierzu war und bleibt richtig.“
Levetzow gab damit offen zu, dass sich die Marineführung der Regierung widersetzte und dass die von Ludendorff geforderten Friedensbemühungen unterlaufen werden sollten.

## Rezeption

### Untersuchungsausschuss
Im Untersuchungsausschuss für die Schuldfragen des Weltkrieges in der Weimarer Republik kam auch der geplante Flottenvorstoß zur Sprache. Wilhelm Dittmann hatte 1926 ein Gutachten vorgelegt, in dem er hauptsächlich auf die zugehörigen politischen Fragen einging. Eine Erwiderung wurde daraufhin von dem ebenfalls dem Untersuchungsausschuss angehörenden Konteradmiral a. D. Franz Brüninghaus veröffentlicht. Darin setzte sich dieser auch mit den Erfolgsaussichten der geplanten Schlacht auseinander. Brüninghaus machte vor allem drei Argumente für die von ihm gesehenen guten Erfolgsaussichten der deutschen Seite geltend:
1. Die von den Deutschen gelegten Minenfelder im erwarteten Operationsbereich der englischen Flotte.
2. Der starke Kräftezuwachs bei den deutschen U-Booten.
3. Der Ausgleich der überlegenen Zahl der englischen Flotte durch die Überlegenheit des deutschen Flottenmaterials. Dies machte er an den Verbesserungen fest, die man nach den Erfahrungen aus der Skagerrakschlacht 1916 vorgenommen hätte, und behauptete dann weiter, dass andererseits die seitdem erfolgten Umbauten bei den Engländern „Flickwerk“ geblieben seien.[42]

In einem weiteren Gutachten formulierte der Deckoffizier und Vorsitzende des Deckoffizierbundes Emil Alboldt auch eine detaillierte Kritik an Brüninghaus’ Thesen. Er zitierte englische Fachleute mit der Aussage, dass die Minenfelder längst geräumt worden wären, und beschrieb die Erfahrung, dass die Erfolgsaussichten von U-Booten gegen schnell fahrende und durch Torpedoboote gesicherte Kriegsschiffe sehr gering wären. Des Weiteren zitierte er den auch von Brüninghaus benannten Experten Gustav von Schoultz mit Aussagen, dass die Engländer die erkannten Defizite aus der Skagerrakschlacht (Feuerleitung, keine Zeitzünder an den panzerbrechenden Granaten, ungenügender Schutz der Munitionskammern etc.) behoben hätten. Sie hätten als zusätzliche Neuerung die taktische Luftaufklärung durch mitgeführte Ballons und Flugzeuge eingeführt, während die auf deutscher Seite eingesetzten Zeppeline „bei jeder größeren Flottenaktion versagt hätten“. Gleich geblieben seien jedoch die unterschiedlichen Reichweiten der Schiffsartillerie, die den Engländern die Möglichkeit boten, gute Sicht vorausgesetzt, die deutschen Schiffe zu beschießen, während sie selbst außerhalb deren Reichweite hätten operieren können.
Der Ausschuss fasste seine Untersuchungen im Mai 1925 in einer Entschließung zusammen, die von den Vertretern aller Parteien, eingeschlossen der konservativen, nicht jedoch von jenen der kommunistischen Fraktion angenommen wurde. Darin wird auch auf den Vorwurf eingegangen, eine umfassende Zersetzungsarbeit in der Marine wäre ursächlich für den Zusammenbruch gewesen. In der Entschließung heißt es dazu: „Soweit die Masse der Flottenmannschaften in Frage kam, hatten die Meutereien im November 1918 zunächst keine auf Umwälzung der Staatsform hinzielende Richtung. […] [Sie] erhielten erst im Laufe der Entwicklung einen deutlichen erkennbaren politischen Einschlag. Eine zentrale Leitung oder eine Vereinbarung mit irgendwelchen politischen Stellen wurde nicht offenbar.“ Der Gutachter Alboldt resümierte: „… die Behauptung der Gegenseite, die Unbotmäßigkeiten in der Flotte seien ausschließlich oder auch nur zu einem bedeutenden Teile auf die von außen in die Flotte hineingetragenen politische Zersetzungspropaganda zurückzuführen, [war] nach dem Ergebnis im Ausschuß […] nicht aufrechtzuerhalten.“

### Forschung
In der Marine forderte von Trotha 1919, dass Offiziere, die sich an entscheidenden Positionen befunden hatten, ihre Erlebnisse aufschreiben und über ihn an die Kriegswissenschaftliche Abteilung schicken sollten. Berichte einfacher Mannschaftsangehöriger wurden nicht eingeholt, selbst solche von Deckoffizieren gelangten nur in wenigen Fällen ins Archiv. Die Aufarbeitung der Befehlsverweigerungen und der folgenden revolutionären Ereignisse gestaltete sich jedoch schwierig, so dass der abschließende Band „Krieg in der Nordsee, Sommer 1917 – Kriegsende 1918“ erst 1944 publikationsreif vorlag. Er wurde aber wegen des Krieges nie gedruckt. Walther Hubatsch gab erst 1965 eine Version heraus (bearbeitet von Admiral a. D. Walter Gladisch), die auf dem Bearbeitungsstand von 1941 beruhte. Im Jahr 2006 erschien dann eine kritische Edition von Gerhard P. Groß, basierend auf der von Gladisch vorgelegten und von Vizeadmiral Kurt Assmann 1944 genehmigten Fassung. Die Schwierigkeiten lagen insbesondere darin, dass die notwendige kritische Auseinandersetzung mit Tirpitz’ seestrategischem Konzept verhindert wurde. Das Eingeständnis des Scheiterns hätte nämlich „die Legitimation der Flotte in Frage gestellt, sowie die Aufgabe einer militärisch gestützten deutschen Groß- und Weltmachtpolitik bedeutet. Dies lag außerhalb der gedanklichen Grundhaltung der deutschen Militärelite.“
Eine nicht von machtpolitischen Erwägungen geprägte Aufarbeitung durch Militärhistoriker setzte erst ein, als die Alliierten Ende der 1950er Jahre die beschlagnahmten Militärakten zurückgaben und diese nun für die allgemeine Wissenschaft zugänglich wurden. Der Erste, der die Akten zum geplanten Flottenvorstoß umfassend analysierte, war Wilhelm Deist. Weitere wichtige Arbeiten, die sich speziell mit dem Flottenvorstoß beschäftigten, legten dann Leonidas E. Hill und Gerhard P. Groß vor. Studien, die die Ereignisse weniger umfassend, aber aus einer breiteren Perspektive beschrieben, verfassten beispielsweise Herwig, Horn und Rahn.
Die Forschung in der DDR war ebenfalls stark ideologisch geprägt und wurde von der SED-Führung instrumentalisiert. Erst Ende der 1980er Jahre zeichnete sich eine Tendenz zu objektiveren Darstellungen ab.

### Beurteilungen
Die Absichten der Marineführung werden in der Wissenschaft auf mehreren Ebenen gesehen. Zum einen waren gigantische Investitionen in den Aufbau der Marine geflossen. Darunter hatte die Entwicklung des Heeres gelitten. Doch im Gegensatz zu den durch die Flottenpropaganda geschürten hohen Erwartungen hatte die Marine wegen der strategischen Fehlplanung keinen wirkungsvollen Beitrag zum Krieg leisten können. In der Zeit nach dem Krieg sah man deshalb die Gefahr, dass eine eventuelle zukünftige Flotte mit deutlich bescheideneren Ansprüchen gebildet würde. Damit stand sowohl das Streben Deutschlands nach Weltgeltung, als dessen Speerspitze sich das Seeoffizierskorps sah, als auch die hervorgehobene soziale Stellung des Korps in Frage. Mit dem Näherrücken des Kriegsendes blieb der Marineführung immer weniger Zeit, dieses Bild noch zu korrigieren. Sie versuchte mit dem Operationsbefehl Nr. 19 ihre Existenzberechtigung nachzuweisen.
In dieser Schlacht hätte die Kaiserliche Marine wohl noch den einen oder anderen Achtungserfolg erringen können, wenn sie auch nach Meinung der meisten Historiker mit einer klaren deutschen Niederlage geendet hätte. Allerdings bleibt unklar, ob die Engländer die Schlacht überhaupt angenommen hätten. Sie konnten den Funkverkehr entschlüsseln und waren über die Sammlung der Flotte im Bilde. Der amerikanische Marinehistoriker Arthur Marder hat jedoch keinen Zweifel, dass Admiral Beatty sofort aufgebrochen wäre, sobald er die Meldung erhalten hätte, dass die deutsche Flotte von Wilhelmshaven in See gegangen wäre. Damit hätten die Engländer Terschelling deutlich früher erreicht, als von den Deutschen erwartet. Beatty hätte einen Kampf bis zum Ende erzwungen. Allerdings merkt Marder an, dass eine solche frühe Meldung auf Beobachtungen der in der deutschen Bucht patrouillierenden englischen U-Boote beruht hätte. Ein System, das keineswegs zuverlässig war.
Eine realistische Möglichkeit für eine solche Schlacht ergab sich erst Ende August 1918, nachdem die Marineführung mit der Bildung der Seekriegsleitung (SKL) den Kaiser, der riskante Unternehmungen untersagt hatte, aus der direkten Befehlsgewalt über die Flotte verdrängen konnte. Aber erst mit der Einstellung des U-Bootkriegs am 21. Oktober 1918 konnte sie konkret in Angriff genommen werden. Die Zeit rannte der SKL davon. Deshalb unterstützte sie Bestrebungen, die Waffenstillstandsverhandlungen zu unterlaufen. Diese Bestrebungen wurden von Ludendorff forciert, obwohl er zunächst einen Waffenstillstand als unaufschiebbar dargestellt hatte. Sie wurden flankiert von einer Kampagne der von Tirpitz geführten Vaterlandspartei. Mark Jones ging in einer 2017 erschienenen Arbeit auf diese Kampagne ein. Er sieht in dem geplanten Flottenvorstoß auch die Essenz aus einem „allgemeineren gesellschaftlichen und politischen Diskurs über den Topos ‚Endkampf’“ und vergleicht dies mit der Situation am Ende des Zweiten Weltkriegs, wo dasselbe Denken der „Selbstaufopferung“ Hitler daran gehindert habe „die Unausweichlichkeit der militärischen Niederlage einzusehen.“
Insbesondere die beim Flottenvorstoß geplante Beschießung des Verkehrs in Flandern und in der Themsemündung mit wahrscheinlichen zivilen Opfern hätte vermutlich zum Abbruch der Verhandlungen durch Wilson geführt. Damit wäre dann nach der Vermutung einiger Historiker ein Rücktritt oder Sturz der Regierung Max von Badens unausweichlich gewesen. Die Seeoffiziere verachteten die amtierende Regierung, u. a. wegen der eingeleiteten Reformen. Sie waren in der Regel Anhänger der Deutschen Vaterlandspartei sowie der Alldeutschen und waren entsprechend antidemokratisch eingestellt.
Die Hoffnung der Marineführung bestand auch darin, mit der Schlacht ein Zeichen zu setzen, dadurch die Moral der Bevölkerung zu heben und unter einer neuen Regierung den Kampf mit erneuerter Energie weiterzuführen. Sie glaubten, dann bessere Friedensbedingungen zu bekommen. Doch war dies nach der Einschätzung des Militärhistorikers Stachelbeck illusorisch. Deutschland hatte keine Reserven mehr. Eine Weiterführung des Kampfes hätte seine Lage weiter verschlechtert. Der Zeitpunkt, aus einer Position der Stärke verhandeln zu können, war mit dem Scheitern der Frühjahrsoffensiven verpasst worden.
Über die Ursachen der ausgedehnten Befehlsverweigerungen beim geplanten Flottenvorstoß besteht in der Forschung inzwischen weitgehend Einigkeit. In der Behauptung der Seeoffiziere, der Widerstand gegen den Operationsbefehl sei auf die Agitation der USPD und die „schlappe“ Regierung, die sie habe gewähren lassen, zurückzuführen gewesen, sehen sie lediglich den Versuch, einer Diskussion der eigenen Defizite auszuweichen. Insbesondere Trotha als „Tirpitzianer“ unterdrückte jegliche Kritik am Verhalten der Offiziere und versuchte etwa in der Diskussion mit Richard Stumpf vor dem Untersuchungsausschuss, die systematischen Quälereien der Besatzungen und die arrogante Zurschaustellung der Privilegien auf den großen Schiffen als Einzelfälle darzustellen. Tirpitz’ „langer Schatten“ wirkte teilweise noch bis in die Zeit nach dem Zweiten Weltkrieg. Erst dann wurde die mangelhafte Menschenführung der Seeoffiziere als wesentliche Ursache für die Befehlsverweigerungen allgemein anerkannt.
Zusammenfassend lässt sich sagen, dass der Vorstoß nicht in militärischen Notwendigkeiten begründet war, sondern dass es in erster Linie um die Ehren- und Existenzfrage des Seeoffizierskorps ging. Damit wäre der Friedensprozess gescheitert. Die Besatzungen der großen Schiffe wollten dies verhindern und die Autorität der Regierung wahren, deshalb verweigerten sie die gegen deren Intentionen gerichteten Befehle.
Im Frühjahr 2023 setzte Klaus Kuhl den geplanten Flottenvorstoß in Beziehung zu den von Michael Geyer herausgearbeiteten verschiedenen Endkampfkonzepten des Militärs und der Regierung. Kuhl kam zu dem Schluss, dass sich die Marineführung als herausgehobener Teil der „apokalyptischen“ militärischen Endkampfbestrebungen betrachtete und keinesfalls auf die von der Regierung ins Auge gefasste Volkserhebung warten wollte. Die Regierung hatte jedoch ein vorzeitiges Losschlagen untersagt und wollte auf die endgültigen Bedingungen der Alliierten warten, wobei sie hoffte, dass die vorangetriebenen Demokratisierungsmaßnahmen belohnt würden. Erst wenn dies nicht der Fall sein sollte und sich die Bedingungen als „untragbar“ herausstellen sollten, glaubte man, dass auch die Arbeiterschaft sich an einer Erhebung beteiligen würde. Die Marineführung ignorierte dies und scheiterte dann am Widerstand der Besatzungen. Damit hatte aber auch das Konzept der Regierung einen schweren Schlag erhalten. Einerseits hatten die Ereignisse Wilsons Befürchtungen bestätigt, dass die alten Herrscher immer noch die Reformbestrebungen missachteten, andererseits war eine Mobilisierung zur „nationalen Erhebung“ damit sehr erschwert worden. v. Baden hoffte, dass der Rücktritt des Kaisers als Opfergeste die Menschen noch motivieren könnte, dieser sperrte sich jedoch. Auch die Regierungsparteien nahmen nach und nach Abstand von diesem Konzept. Damit mussten Wilsons Bedingungen akzeptiert werden.

### Vergleich mit der Situation im Heer
Deist verglich in einem Vortrag in Wilhelmshaven das Verhalten der Besatzungen mit demjenigen der Heeressoldaten. Der industrialisierte Krieg habe die Kluft zwischen Führung und Geführten ständig erweitert. Ludendorffs gescheiterte Frühjahrsoffensive führte zu einer tiefen Frustration und einem „verdeckten Militärstreik“ unter den Soldaten. Die Militärführung führte den Krieg auch mit dem Ziel der Erhaltung der tradierten Herrschaftsordnung. Diese wurde von den Soldaten in Heer und Marine in zunehmendem Maße abgelehnt, „zumal in ihrer militarisierten Form.“ Diese Spannungen entluden sich schließlich im offenen Militärstreik in Heer und Marine und in der Revolution.

### Juristische Aspekte
Der Historiker Martin Rackwitz widerspricht der in der älteren Literatur häufig verwendeten Klassifizierung der Ereignisse als Meuterei. Dieser Begriff bezeichne ein strafbares Verhalten. Die Matrosen hätten sich aber gegen einen illegalen Befehl der Marineführung aufgelehnt, der den Friedenszielen der von der Obersten Heeresleitung mit Waffenstillstandsverhandlungen beauftragten Reichsregierung eindeutig widersprach. Er sieht in der Aktion einen berechtigten Akt des „rechtlichen und faktischen Widerstands“, der der „Wiederherstellung der Majestät des Rechts“ diente.

### Vorbildcharakter
Es wurde darüber diskutiert, wie das damalige Verhalten der Besatzungen in der heutigen Marine einzuordnen ist. Während der Flottillenadmiral Christian Bock auf der von der Stadt Kiel ausgerichteten Gedenkveranstaltung 2018 zum Matrosenaufstand im Gewerkschaftshaus die Ereignisse als Lehrbeispiel, aber nicht als traditionsstiftend beschreibt, sieht der Marinehistoriker und Fregattenkapitän a. D. Dr. Dieter Hartwig darin ein Beispiel für die soldatenrechtliche Verankerung von Zivilcourage, ungesetzliche Befehle nicht zu befolgen.

### Schauspiel
Ernst Toller verfasste 1930 das Historische Schauspiel in zwölf Szenen: Feuer aus den Kesseln, das auch den Widerstand gegen das Auslaufen der Hochseeflotte thematisiert. Siehe: Deutsche Akademie der Künste (Hrsg.): Ernst Toller: Ausgewählte Schriften. Mit Geleitworten von Bodo Uhse und Bruno Kaiser. 2. Auflage. Volk & Welt, Berlin 1961, S. 271–337.